# Hyloxalus picachos
Hyloxalus picachos es una especie de anfibio anuro de la familia Aromobatidae. Esta rana es endémica de Colombia, donde se encuentra en San Vicente del Caguán en la cordillera de los Picachos en el departamento de Caquetá y en la serranía de La Lindosa en San José del Guaviare en el departamento del Guaviare. Habita en las cercanías de arroyos en zonas de bosque entre los 200 y 1600 metros de altitud.

## Publicación original
- Ardila-Robayo, Acosta-Galvis, & Coloma, 2000 "1999" : A new species of Colostethus Cope 1867 (Amphibia: Anura: Dendrobatidae) from the Cordillera Oriental of Colombia. Revista de la Academia Colombiana de Ciencias Exactas Físicas y Naturales, vol. 23, suplemento especial, p. 239-244[2]